# Lambichl
Lambichl (Sloveens: Ilovje) is een dorp in de gemeente Köttmannsdorf in de Oostenrijkse deelstaat Karinthië. In 2001 telde het dorp 343 inwoners.
Het is gelegen ten zuiden van Viktring, een stadsdeel van de Karinthische hoofdstad Klagenfurt. Ten oosten van het dorp ligt de 715 meter hoge Stifterkogel.
Lambichl kwam internationaal in het nieuws doordat de bekende Oostenrijkse politicus Jörg Haider in 2008 op de Loiblpass Straße (B91) ter hoogte van het dorp verongelukte bij een verkeersongeval.